# Cantonul Le Robert-2
Cantonul Le Robert-2 este un canton din arondismentul La Trinité, Martinica, Franța.

## Comune
| Comune    | Populație (1999) | Cod poștal | Cod INSEE |
| --------- | ---------------- | ---------- | --------- |
| Le Robert | 14.203 (*)       | 97231      | 97222     |